# Systemchemie
Systemchemie ist ein neues Forschungsgebiet im Bereich Chemie, das sich mit der Untersuchung von Netzwerken wechselwirkender Moleküle befasst. Neue Funktionen ergeben sich aus einer komplexen Mischung von Einzelverbindungen innerhalb von Molekülen bzw. Supramolekülen. Die Gesamtstruktur ergibt sich aus verschiedenen hierarchischen Stufen mit emergenten Eigenschaften. Dabei bedeutet Emergenz die Herausbildung neuer Eigenschaften oder Strukturen eines Systems infolge des Zusammenspiels seiner Elemente.
Für manche Anwendungen eignen sich dynamische Gleichgewichtsmischungen eher als isolierte Moleküle oder Polymere.

## Vergleich mit der Systembiologie
Systemchemie ist eine relativ neue Unterdisziplin der Chemie, wobei nicht eine individuelle chemische Verbindung im Mittelpunkt steht, sondern ein Gesamtnetzwerk von wechselwirkenden Molekülen und deren emergenten (daraus folgenden) Eigenschaften. Hierbei wird die klassische Chemie und das Wissen über Struktur, Bindungen und Wechselwirkungen zwischen Molekülen mit dem Systemansatz kombiniert, inspiriert durch die Systembiologie und die Systemphysik.
Systemchemie befasst sich unter anderem mit der Evolution, wobei die Frage behandelt wird, unter welchen Bedingungen die unbelebte Materie in Makromoleküle übergegangen ist. (Abiogenese)

## Geschichte
Während Mehrkomponenten-Reaktionen über Jahrhunderte erforscht wurden, ist die Idee, Mischungen und Reaktions-Netzwerke zu untersuchen, relativ neu. Erstmals wurde die Systemchemie als Forschungsgebiet im Jahre 2005 erwähnt. Die ersten Ansätze von Systemchemie konzentrierten sich auf die prebiotsche Chemie, kombiniert mit supramolekularer Chemie, bevor man die Studien auf emergierende Eigenschaften und Funktionen komplexer molekularer Systeme ausweitete. Ein erster Review erschien dazu im Jahre 2017. Er beschreibt  Gleich- und Ungleichgewichte eines molekularen Self-Assemblys, Molekülbewegungen, chemische Netzwerke und oszillierende Reaktionen.

## Kombinatorische Chemie als Vorläufer der Systemchemie
Dynamische kombinatorische Chemie wurde als Methode angewandt, um Liganden für Biomoleküle und Rezeptoren für kleine Ionen zu entwickeln.
Liganden, die Biomoleküle erkennen können, findet man, indem man Bibliotheken von potentiellen Liganden an einem Targetmolekül austestet. Targets sind dabei Biomakromoleküle. Dieser Versuch legt das Fundament für die Anwendung der Systemchemie. Ein Beispiel sind Biosensoren für die Diagnostik, mit deren man Ungleichgewichte und Krankheiten feststellen kann, und Therapiereagenzien.
Individuelle Verbindungen eines bestimmten chemischen Systems bilden Self-Assemblys und bilden so Rezeptoren, die zu einem Targetmolekül komplementär sind. Im Prinzip testet man die Moleküle einer Molekülbibliothek je nach Stärke der Wechselwirkung zwischen Template und Produkt aus.

## Molekulare Netzwerke und Gleichgewichte
Es gibt einen fundamentalen Unterschied zwischen der Chemie im Labor und der Chemie in der Umwelt und im täglichen Leben. Laborprozesse sind meist entworfen und vorausgeplant, wobei ein System Energie verliert, das bedeutet, dass das Energieniveau des Produkts niedriger liegt als das des Edukts, wobei man stabile Produkte erhält, die isoliert und gespeichert bzw. aufbewahrt werden können. Chemie in der Umwelt bzw. in lebenden Systemen unterscheidet sich davon: Die meisten Moleküle in lebenden Systemen sind ständig in Bewegung und werden ständig umgewandelt, sind auch nicht notwendigerweise thermodynamisch stabil. Nichtsdestotrotz können lebende Systeme in einem homeostatischen Sinn stabil sein. Sie brauchen Energie, um zu leben. Kontinuierliche Energiezufuhr erlaubt einen kontinuierlichen Übergang zwischen verschiedenen supramolekularen Zuständen, wobei man Systeme mit besonders bevorzugten Eigenschaften entdecken will.
Eine der größten Herausforderungen der Systemchemie sind komplexe Reaktions-Netzwerke, wobei die Moleküle stets Energie verbrauchen, um bestimmte Funktionen zu erfüllen.